# Pizzino (Taleggio)
Pizzino (in italiano [pidˈdziːno]; in dialetto bergamasco Pizzì [pidˈdzi]) è una frazione del comune di Taleggio che si trova nella omonima valle. Situata su un alto sperone roccioso che un tempo ospitava l'antico castello Guelfo dei Bellaviti, la suggestiva frazione domina tutta la vallata.
Conserva all'interno dei suoi confini la chiesa Parrocchiale di Sant'Ambrogio Dottore, fondata per la prima volta nel 1010 al cui interno è possibile ammirare le spoglie di Santa Vittoria Martire, i cui resti vennero recuperati nelle catacombe di San Callisto a Roma nel 1816.

## Geografia fisica

### Territorio
Il territorio di Pizzino è compreso tra i torrenti Salzana a ovest e il torrente Valle Asinina a est che scende dal monte Venturosa a confine con il territorio di Cassiglio. È circondato a ovest dal Monte Zucco, a nord dalla Corna del Bruco, e infine a est dal Monte Cancervo. 
Pizzino confina a nord con il territorio comunale di Moggio e Vedeseta, a ovest con la frazione di Olda, a sud con la frazione di Sottochiesa ed infine a est con San Giovanni Bianco.
Il paese è collegato alla Strada Provinciale 25 che sale dagli Orridi di Taleggio da una strada comunale carrozzabile. È presente una strada a pagamento che conduce agli alpeggi, ai Piani d'Alben e di Artavaggio, che è possibile imboccare all'inizio dell'abitato. 
Pizzino dista 40 chilometri a nord da Bergamo e 85 chilometri a nord-est da Milano.

### Clima
Il clima è variabile e cambia in base al variare delle stagioni. Gli inverni sono generalmente freddi e umidi mentre le estati miti e soleggiate. Il mese più caldo è quello di luglio dove si possono raggiungere picchi di 25 gradi. Maggio risulta essere il mese più piovoso dell'anno caratterizzato da fenomeni temporaleschi di media intensità per brevi periodi di tempo.
| Mese               | Mesi | Mesi | Mesi | Mesi | Mesi | Mesi | Mesi | Mesi | Mesi | Mesi | Mesi | Mesi | Stagioni | Stagioni | Stagioni | Stagioni | Anno |
| Mese               | Gen  | Feb  | Mar  | Apr  | Mag  | Giu  | Lug  | Ago  | Set  | Ott  | Nov  | Dic  | Inv      | Pri      | Est      | Aut      | Anno |
| ------------------ | ---- | ---- | ---- | ---- | ---- | ---- | ---- | ---- | ---- | ---- | ---- | ---- | -------- | -------- | -------- | -------- | ---- |
| T. max. media (°C) | 3    | 5    | 9    | 13   | 18   | 22   | 25   | 24   | 19   | 13   | 7    | 3    | 3,7      | 13,3     | 23,7     | 13       | 13,4 |
| T. min. media (°C) | −5   | −4   | 0    | 3    | 7    | 11   | 14   | 13   | 10   | 5    | 0    | −4   | −4,3     | 3,3      | 12,7     | 5        | 4,2  |

## Origini del nome
Il toponimo deriva dalla amena posizione geografica della frazione, che si trova appunto su un piccolo Pizzo stretto tra il torrente della Madonna di Salzana e il Torrente Valle Asinina.

## Storia
Gli storici ipotizzano che Pizzino abbia avuto origine nell'età del bronzo, come confermato dai ritrovamenti di due frammenti di ceramica provenienti da una giara utilizzata per conservare alimenti ritrovata nel 2013 in seguito alla costruzione di una strada privata. Si ritiene che la popolazione iniziale provenisse dalla Valsassina, stabilendosi successivamente in modo permanente nei dintorni di Pizzino.
Durante l'età carolingia il territorio era sotto il possesso del Vescovo di Milano e più tardi l'arcivescovo Roberto Visconti cedette in feudo Pizzino e tutta la Val Taleggio a Bernabò e Galeazzo Visoconti.
Nel 1010 venne fondata la prima comunità cattolica in Valle Taleggio sotto giurisdizione del prevosto plebano della chiesa battesimale di San Pietro in Primaluna. La chiesa venne ampliata nel 1225 e ricostruita più volte nel corso dei secoli a causa dell'instabilità del terreno sottostante. Fino al 1494 rimase l'unica parrocchia presente in Valle. In seguito si scisse nelle odierne quattro comunità parrocchiali di Olda, Sottochiesa e Peghera, tuttora esistenti. 
Durante il periodo medievale, Pizzino divenne un teatro di conflitto tra Guelfi e Ghibellini, con la presenza di resti di un castello medievale guelfo sulla Corna, smantellato durante la fine del XVIII secolo per la costruzione dell'odierno campanile, che fungeva da roccaforte durante le battaglie.
Agli inizi del 1400 la Repubblica di Venezia ingloba Pizzino secondo le divisioni tra le famiglie locali. Assieme alla Serenissima vengono accorpate Olda, Peghera e Sottochiesa. Numerosi furono gli accordi siglati tra i Visconti e la Repubblica di San Marco, tuttavia nel 1438, l'antico castello venne assediato dai ducali. Con la pace di Lodi del 1454 vengono confermati i confini fino all'arrivo dei Napoleonici nel nord Italia.
Nel 1566 San Carlo Borromeo, Poco dopo essere stato nominato Arcivescovo di Milano fece visita alle parrocchie della Val Taleggio, compresa anche quella di Sant'Ambrogio a Pizzino che divenne territorio della Serenissima da più di un secolo. Nel 1582, il cardinale con una sua delegazione ritornò ancora una volta in Val Taleggio, passando dal Santuario di Salzana e nel borgo rurale del Fraggio.
A partire dal 1600 ed accentuatosi nella meta del XVIII secolo è il fenomeno dell'emigrazione a Roma. Molti abitanti di Pizzino divennero osti e commercianti di vino, tanto da integrarsi nel tessuto sociale romano. Molti di loro, facevano ritorno in Valle portando con se le famiglie una volta raggiunta la vecchiaia. Numerose furono le donazioni effettuate in favore delle varie chiese di Pizzino i cui suppellettili, di fattura complessa e ricercata ancora oggi impreziosiscono la chiesa Parrocchiale, Il Santuario di Salzana e l'oratorio di San Francesco d'Assisi del Grasso.
Nel breve periodo all'inizio dell'era napoleonica, in ottemperanza al Decreto sull'amministrazione pubblica e sul comparto territoriale del Regno promulgato l'8 giugno 1805, la Val Taleggio venne unificata sotto un'unica guida amministrativa. Tuttavia questa unione non durò a lungo, infatti dal 1816 vengono riacquistate le rispettive autonomie territoriali. Durante questo periodo nasce il fenomeno dei Bergamini: allevatori di bovini originari della bassa milanese che, durante i mesi estivi portavano le loro mandrie nei pascoli più privilegiati. Durante lo stesso periodo il comune comune costruì appositamente abitazioni e Casere per la realizzazione dei formaggi ancora oggi visibili negli alpeggi in alta quota. Durante i mesi estivi erano 800 i capi di bestiame e scendevano a 40 durante i mesi invernali.
Nel 1844 gli abitanti di Pizzino, non contenti a causa della privatizzazione di fondi comunali destinati al pascolo del bestiame non utilizzati, chiesero l'autonomia rispetto al Comune di Taleggio, nonostante ciò il commissario distrettuale Benaglia, il 23 aprile dello stesso anno respinse la richiesta accusando gli abitanti di sfruttare eccessivamente i terreni comunali. Nel 1854 i comuni di Vedeseta e Taleggio prospettano la costruzione della strada carrozzabile per collegare Pizzino, tuttavia verrà completata solamente nel 1921. 
All'inizio del XX secolo, prima dello scoppio della Prima Guerra Mondiale, a Pizzino come in tutta la valle si assisti nuovamente ad un'altra ondata migratoria che decimò il numero di abitanti. Numerosi furono i Pizzinesi, che emigrando negli Stati Uniti a New York trovarono fortuna costituendo famiglia. Anche la Gran Bretagna divenne una meta privilegiata. Molti si riimpiegarono nell'attività di ristoratori o altri nelle imprese boschive facendo fortuna in Francia non facendo più ritorno.
Contestualmente allo scoppio del primo conflitto mondiale, nel 1916 tutto il territorio della Valle Brembana venne dichiarato zona di polizia militare. A Pizzino non fecero più ritorno 24 caduti, oggi ricordati presso il monumento davanti alla chiesa Parrocchiale e sulla facciata dell'oratorio di San Francesco d'Assisi al Grasso, consacrato appositamente per celebrarne la memoria e completato nel 1935.
Durante il ventennio fascista a Pizzino fiorirono diverse attività commerciali, tra cui la Trattoria Fratelli Cattaneo, aperta nel 1924 e la Trattoria Vitali nel 1925. Più tardi arriverà il Bar alimentari di Bruno Rinaldi con annesso il forno e il negozio di generi alimentari. 
In seguito all'invasione dell'Italia, da parte dell'esercito tedesco, la Val Taleggio diventò terreno di transito per i prigionieri evasi dal carcere di Bergamo in transito verso la Svizzera. Nella notte tra il 3 e il 4 dicembre 1943 in una notte di grande nevicata, soldati della Repubblica di Salò e tedeschi sorpresero a Cantiglio un primo nucleo di partigiani tra cui il francese Marcel Jabin, il sangiovannese Evaristo Galizzi e il genovese Giorgio Issel, quest'ultimo successivamente sepolto a Pizzino. Durante il rastrellamento venne bruciato il piccolo oratorio campestre dedicato a San Lucio edificato nel 1870. 
Il 27 giugno del 1944 ebbe luogo un vero e proprio eccidio di massa che coinvolse circa 200 uomini di Pizzino. Negli Orridi avviene uno scontro impari tra il comandante Rino e i nazifascisti. Addirittura venne sparato un colpo di cannone in direzione di Pizzino. Numerosi furono gli edifici che vennero dati alle fiamme tra cui la canonica con il ricchissimo archivio parrocchiale andato perduto e le storiche osterie occupate dai partigiani. 
Il 12 aprile 1945 avvenne un ultimo rastrellamento da parte della milizia forestale che si era accampata a San Pellegrino Terme. Vennero trucidati in una grotta vicino il santuario di Salzana i partigiani Virgilio Arnoldi di Sottochiesa e Giulio Bellaviti di Pizzino.
Nel dopoguerra si assistette al fenomeno dello spopolamento, causato dalle difficili condizioni economiche lasciate dalla guerra. Privilegiate furono la bassa lodigiana e cremonese, dove numerosi mandriani poterono continuare l'attività agricola precedentemente esercitata nelle malghe. Tale fenomeno si accentuò dopo il 1954, quando piogge intense devastarono completamente la strada che percorre gli orridi, di fatto interrompendo le comunicazioni con la Valle.
Negli anni '60 venne allargata la strada comunale che conduce a Pizzino. Sempre nello stesso periodo attraverso finanziamenti privati venne costruita la strada che ancora oggi conduce agli alpeggi, ai Piani d'Alben e ai Piani di Artavaggio
Nel 2010 Pizzino ha celebrato il millenario dalla prima fondazione della sua chiesa parrocchiale.

## Monumenti e luoghi di interesse

### Architetture religiose
All'interno del territorio amministrato dalla Parrocchia di Sant'Ambrogio Dottore sono presenti ben 7 chiese, tra cui un santuario mariano. Gli edifici sono stati costruiti in un periodo di tempo che spazia dal XI al XX secolo. Tuttavia solo gli oratori di San Lorenzo Martire al Fraggio e quello di Sant'Antonio Abate a Staviglio conservano la struttura architettonica originale. 

#### Chiesa Parrocchiale di Sant'Ambrogio Dottore

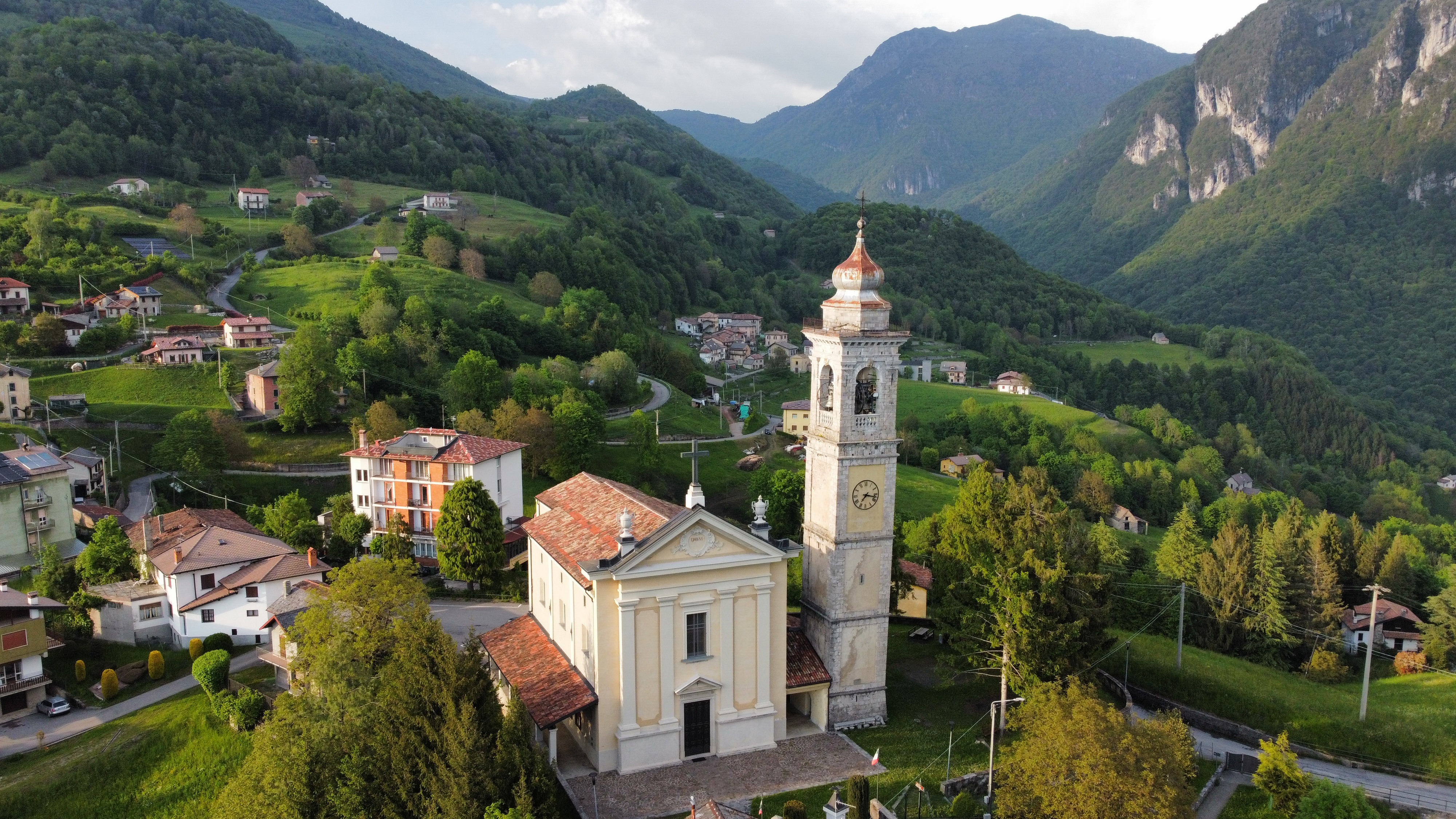
Chiesa Parrocchiale di Sant'Ambrogio

La chiesa ha una storia molto antica, è considerata la più antica della val Taleggio, ed era originariamente inserita nella diocesi di Milano.
La data 1010 è impressa in numeri romani su di una croce, che era un'antica chiave di volta, murata nel portico. Questo porterebbe alla considerazione che quella sia la data di fondazione, e quella conservata appartenga alla chiesa primitiva. Nel 1225 all'edificio fu aggiunta una nuova cappella. Risulta fosse indicata nell'elenco delle chiese tributarie di san Pietro di Primaluna. Aggregate alla chiesa vi erano quelle di San Giovanni Battista di Sottochiesa e dei Santi Pietro e Paolo di Olda che furono si divisero nel 1494.
Nel Settecento la chiesa si presentava ammalorata e la curia di Milano invitò la popolazione a innalzare un nuovo edificio, che fu iniziato in località più decentrata, nel 1714 con la posa della prima pietra dall'allora curato Pietro Bellaviti Buttoni il 12 settembre. La nuova chiesa era stata progettata dall'architetto svizzero Antonio Berregio o Berizzi. L'edificio fu aperto alle funzioni religione il 28 settembre 1721. L'arcivescovo di Milano Giuseppe Pozzobonelli il 18 giugno 1754, visitò e consacrò il nuovo edificio confermandone l'antica intitolazione.
Con la definizione dei nuovi confini diocesani, la chiesa fu trasferita dall'arcidiocesi di Milano a quella di Bergamo. Il passaggio durò il triennio tra il 1784 e il 1787. Le autorità civili nel 1784 ne autorizzarono il passaggio, toccò poi alla Sacra Congregazione Concistoriale. Il 13 novembre 1786 papa Pio VI ne confermò l'autorizzazione con la bolla pontificia e nel 1784 la pratica fu ufficializzata dalle autorità vescovili di Milano e Bergamo.
Nell'elenco dello Stato del clero la chiesa è indicata nel vicariato di Sottochiesa, retta da un parroco coadiuvato e sussidiare le chiese di Santa Maria, San Lorenzo Antonio abate e Rocco, di Santa Vittoria dove furono sigillate reliquie di antichi martiri cristiani recuperate nel 1816 dalle catacombe di San Callisto.
Nel Novecento la chiesa fu oggetto di nuovi lavori. Le decorazioni della volta furono realizzate dal pittore Fermo Teragni nel secondo decennio, così come lavori di ammodernamento della facciata. Il vescovo Adriano Bernareggi il 21 agosto 1941 consacrò il nuovo altare maggiore e in quell'occasione fece dono delle reliquie dei santi Alessandro di Bergamo, Vittore, Ambrogio di Milano, Carlo e Nicola che furono sigillate nella nuova mensa. Durante il secondo conflitto mondiale alcuni soldati tedeschi applicarono il fuoco ad alcuni oggetti sacri per questo furono ricostruiti alcuni altari e nel 1953 fu posata la nuova pavimentazione. I lavori di ammodernamento furono seguiti dall'architetto Luigi Angelini.
Con il decreto vescovile del 27 maggio 1979 del vescovo Giulio Oggioni, la parrocchiale fu inserita nel vicariato locale di San Giovanni Bianco-Sottochiesa.
Nel 2010 venne restaurata la facciata e il retro della chiesa in occasione del millenario dalla sua prima fondazione.

#### Santuario della Madonna Assunta di Salzana

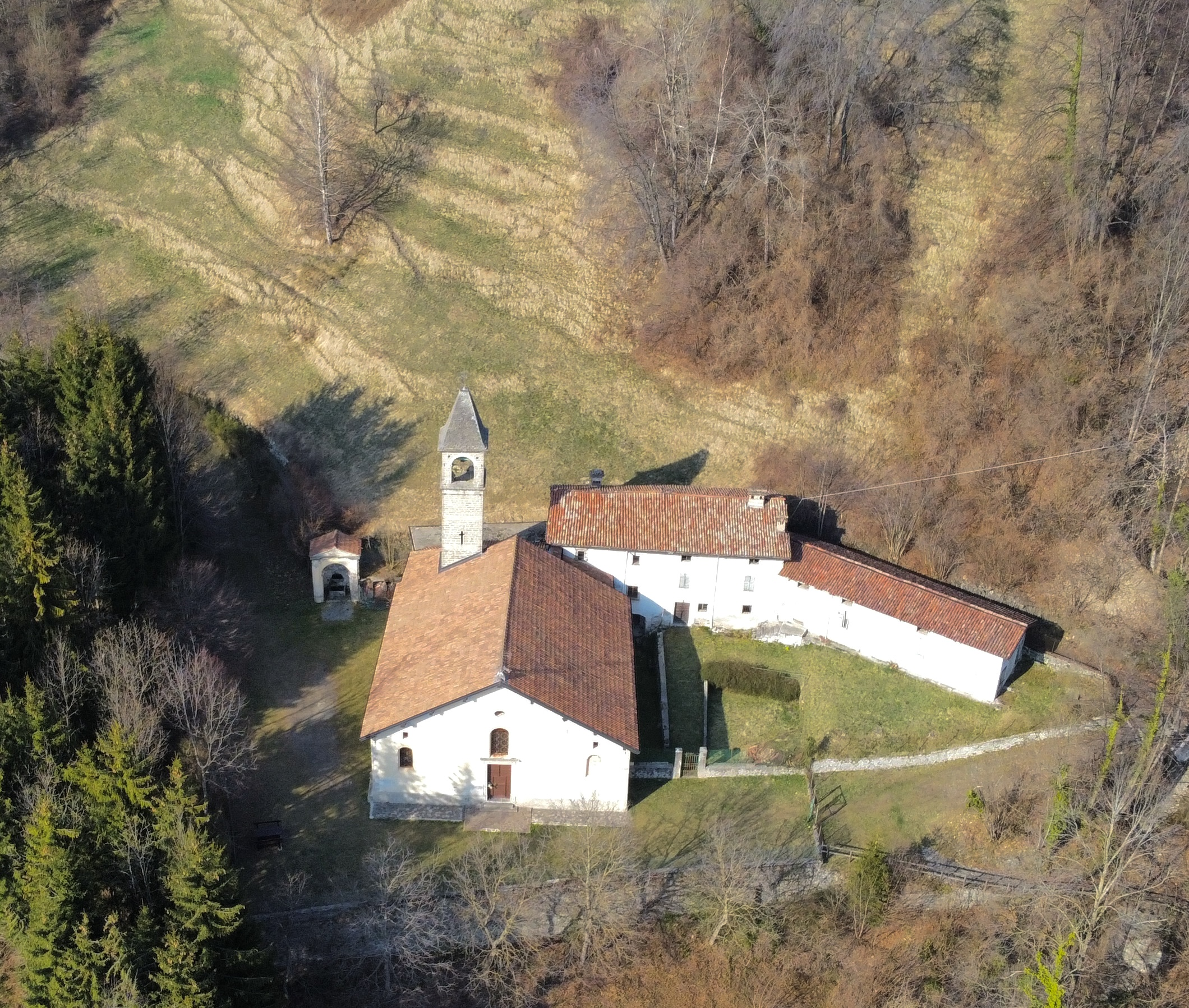
Santuario di Salzana

Nel quattordicesimo secolo, in una posizione soleggiata situata al crocevia di mulattiere e sentieri che collegavano Pizzino con Fraggio e Sottochiesa, ai piedi del monte Ardino, si trovava la contrada di Salzana con la sua piccola chiesa dedicata a san Gregorio. La zona era popolata da mandriani, bergamini e contadini che si dedicavano principalmente all'allevamento e all'agricoltura, conducendo una vita semplice e modesta. Lungo la mulattiera che portava al borgo del Fraggio, vi era un'edicola con una statua lignea dipinta della Madonna con il Bambino in braccio, molto venerata e apprezzata dalla popolazione locale, in particolare dalle donne incinte e dalle madri.
Nel 1359, l'area subì un clima particolarmente rigido e tempestoso, caratterizzato da abbondanti nevicate e temporali che causarono gravi danni alle abitazioni locali e compromisero la stabilità del terreno, in particolare dei pendii. Il 27 novembre dello stesso anno, durante l'ora di cena, il versante ripido del monte Ardino, situato proprio sopra l'abitato di Salzana, cedette improvvisamente, causando una massiccia frana che seppellì 60 famiglie e causò la morte di circa 250/300 persone.
L'intera popolazione della Valle fu sconvolta dalla tragedia e gli abitanti dei paesi circostanti si mobilitarono per prestare soccorso e lavorare per estrarre i sopravvissuti dalle macerie. Tuttavia, il bilancio delle vittime fu tragico. Miracolosamente, l'edicola con la statua della Madonna lungo la mulattiera rimase intatta. 
Dopo un periodo di tempo successivo alla disastrosa calamità che aveva distrutto la zona, alcune persone sopravvissute insieme ad altre famiglie si adoperarono con determinazione per ricostruire le abitazioni e far rivivere la comunità. Tuttavia, agli inizi del 1466, quando sembrava possibile voltare pagina, una nuova frana distrusse tutto ciò che era stato ricostruito. Dopo una riunione con le comunità locali della Valle, si decise di commemorare questo evento tragico che aveva colpito tutti, ed il 16 marzo del 1466 si svolse un'assemblea nel sagrato della chiesa di Pizzino.
Nel 1548, il santuario di Salzana fu consacrato dal vescovo ausiliario di Milano, monsignor Melchiorre Crivelli, il 17 giugno. L'altare maggiore del santuario, realizzato in marmo nero con intarsi e altre decorazioni, presenta al centro una pala raffigurante Assunzione di Maria, dipinta a olio su tavole di legno nel 1534 da due allievi del Lotto: Francesco Bonetti, originario della Val Brembana, e Lucano da Imola. Tra il 1652 e gli anni '60 del XX secolo, il santuario di Salzana divenne un importante centro per le celebrazioni quaresimali, per le quali l'allora parroco di Peghera, don Giacomo Maria Salvioni, istituì un legato perpetuo nel 1713. Il 6 settembre 1721 venne fondata la Confraternita del Carmine, che si occupava di organizzare la solenne festa della terza domenica di luglio, durante la quale veniva portata in processione la statua in legno della Madonna del Carmelo, vestita con abiti di seta ricamata e ornata da ricchi gioielli.

#### Oratorio di Sant'Antonio Abate

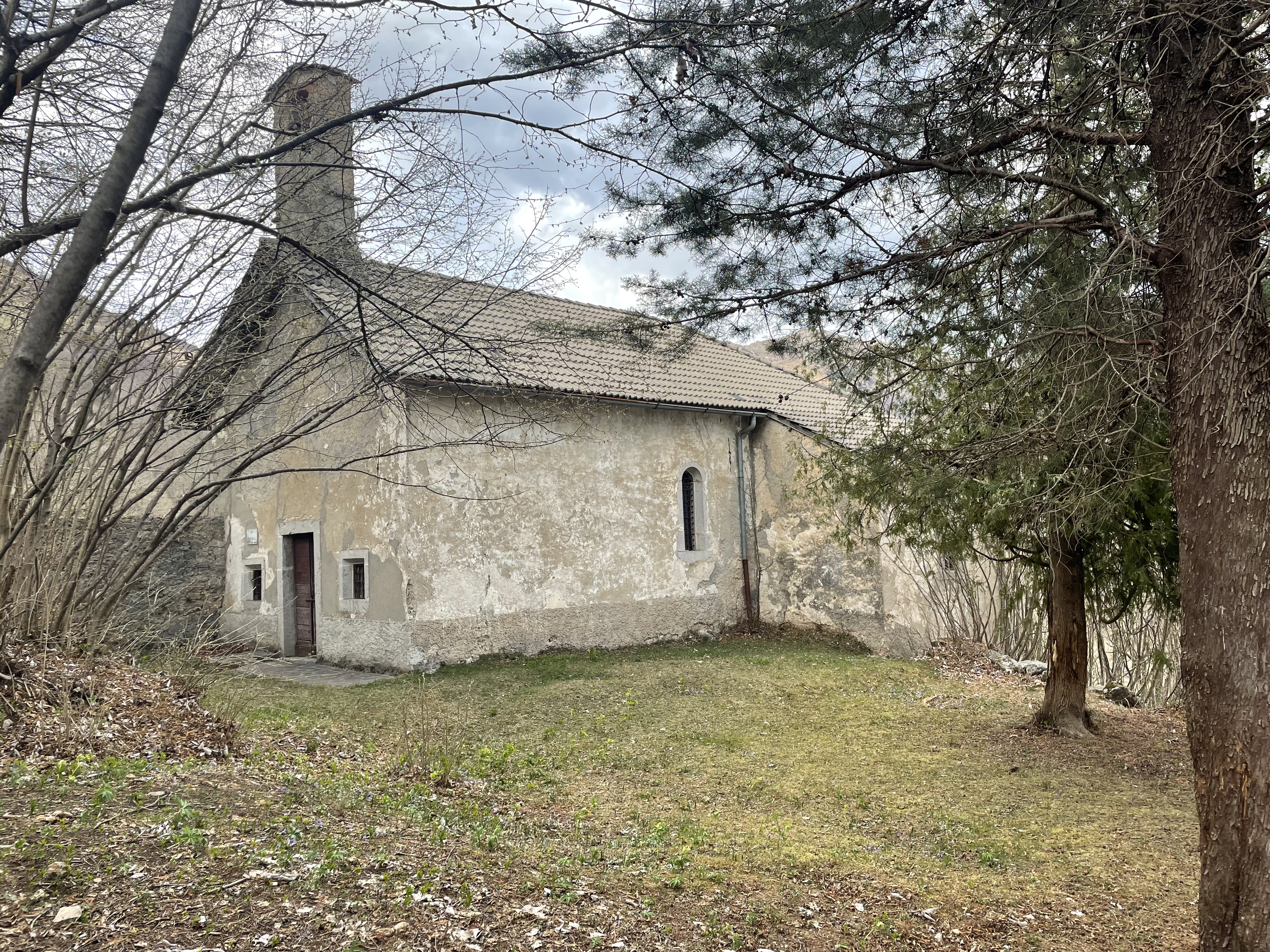
Oratorio di Sant'Antonio Abate

La chiesa, edificata nel 1483 secondo il volere di Andreina Vitali fu Filippo, conserva al suo interno un importante ciclo di affreschi attribuito alla famiglia Baschenis di Averara risalenti al 1505. Sono identificabili sull'arco trionfale l'Annunciazione ed episodi della vita di Sant'Antonio Abate mentre sulla parete destra la Gloria di San Francesco d'Assisi e la rappresentazione di un papa. L'edificio conserva la sua struttura architettonica originale e sulla sommità del piccolo campanile a vela è presente una campana di fonditore anonimo datata 1482, la quale risulta essere la più antica di tutta la Val Brembana e una tra le più antiche della Provincia di Bergamo.

#### Oratorio di San Lorenzo Martire

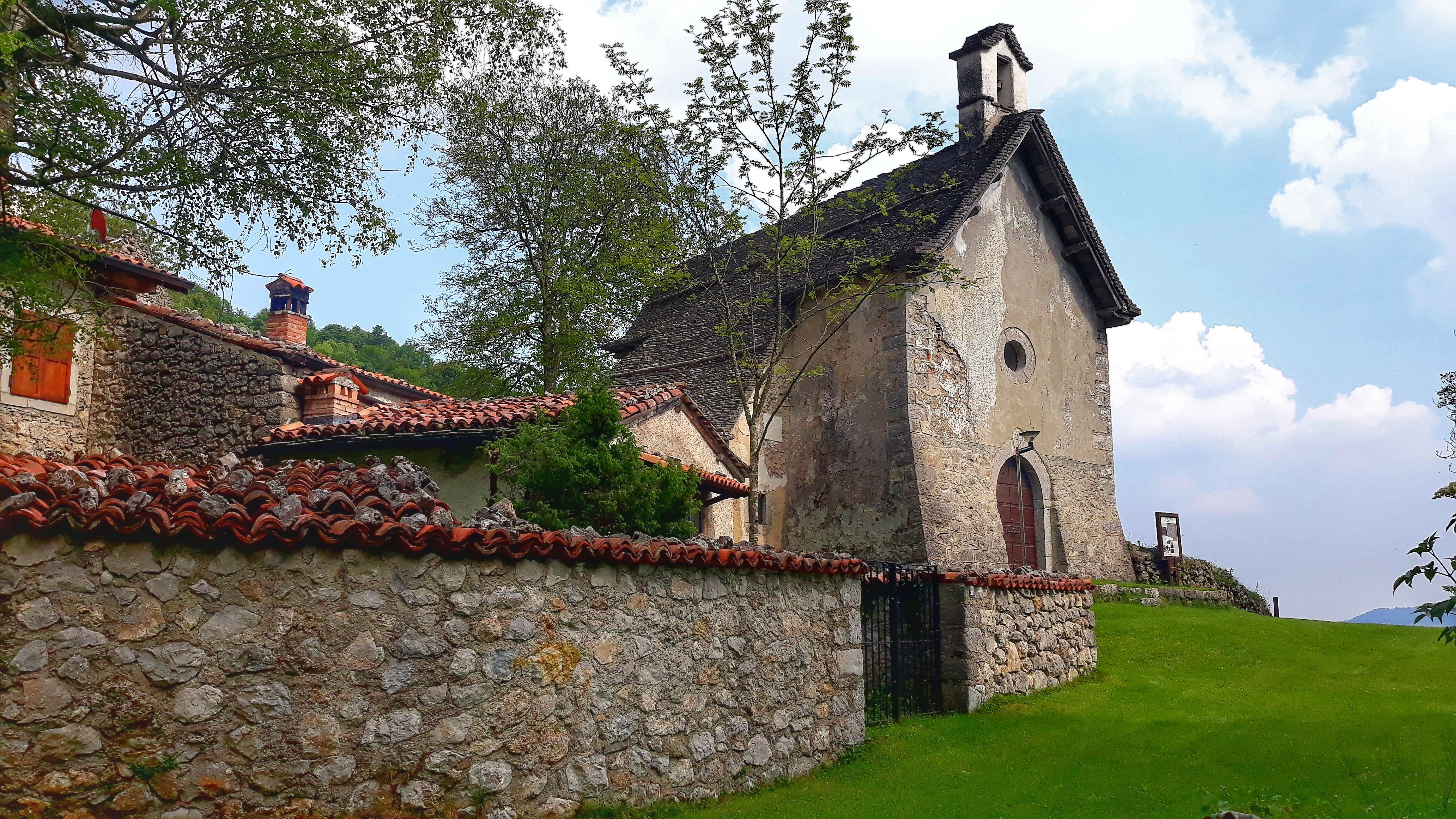
Oratorio di San Lorenzo Martire

Nel 1445, nella piccola contrada del Fraggio, piccola località posta nei pressi di Pizzino in Val Taleggio, venne costruita una piccola cappella votiva dedicata a Santa Margherita. Tuttavia l'edificio non era sufficiente secondo le esigenze della popolazione locale. Di comune accordo venne eretta poco distante una nuova struttura più capiente dedicata a san Lorenzo Levita inaugurata solennemente il 14 luglio 1493. La chiesa venne consacrata contemporaneamente al vicino Santuario di Salzana nel 1548. Il 13 agosto 1582 il cardinale san Carlo Borromeo, durante una delle sue visite pastorali nella Diocesi di Milano celebrò una funzione all'interno dell'oratorio e benedisse la vicina fonte. Nel 1930, gli abitanti del Fraggio acquistarono una statua raffigurante la Madonna delle Grazie, inserendola in una nicchia a destra dell'altare.  Il tetto venne completamente ricostruito nel 1995 con l'utilizzo delle piöde, le tradizionali lastre di ardesia, facilmente riscontrabili sui tetti della Val Taleggio e della Valle Imagna. 

#### Oratorio di San Francesco d'Assisi

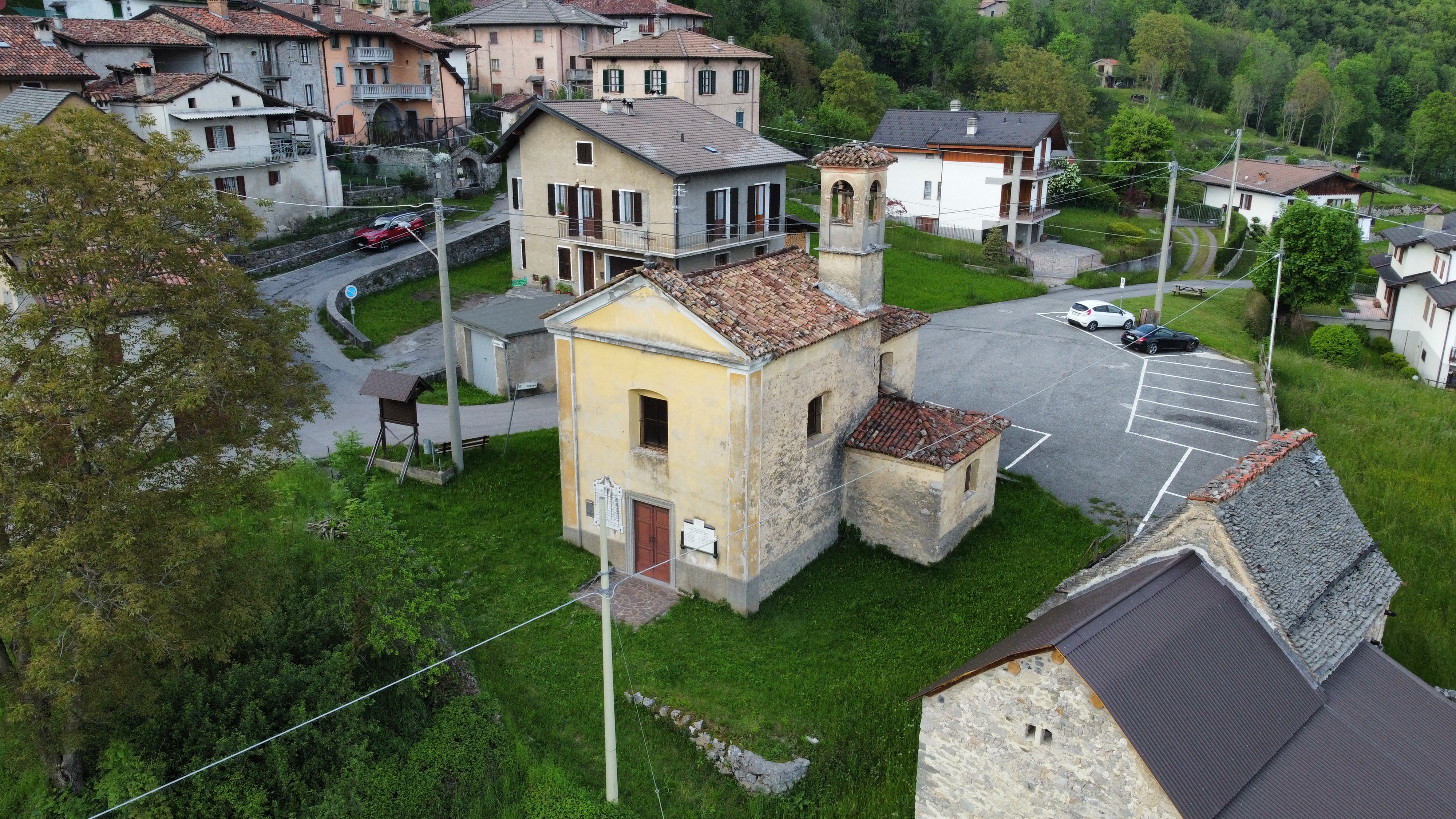
Oratorio di San Francesco d'Asissi

L'edificio, collocato al limitare della contrada del Grasso, nei pressi di Pizzino, venne costruito 1758 ma rimase incompiuto a causa di una controversia tra gli abitanti del borgo e il parroco di allora Don Luigi Biava Salvioni, a causa della costruzione del campanile della chiesa Parrocchiale successivamente terminato nel 1778. La chiesa rimase adibita a magazzino per 177 anni a disposizione dei mandriani che si recavano in alpeggio durante i mesi estivi. L'edificio, che intanto era diventato di proprietà del comune di Taleggio, venne donato alla Fabbriceria parrocchiale dal podestà Giacomo Bellaviti nel 1935. Consacrato il 3 di agosto dello stesso anno venne abbellito dalla pala d'altare dipinta da Vittorio Manini raffigurante San Francesco d'Assisi con il lupo e l'agnello. Per l'occasione sulla facciata esterna sono state poste due lapidi a memoria di 25 caduti pizzinesi periti durante le guerre mondiali. 

#### Oratorio di San Rocco

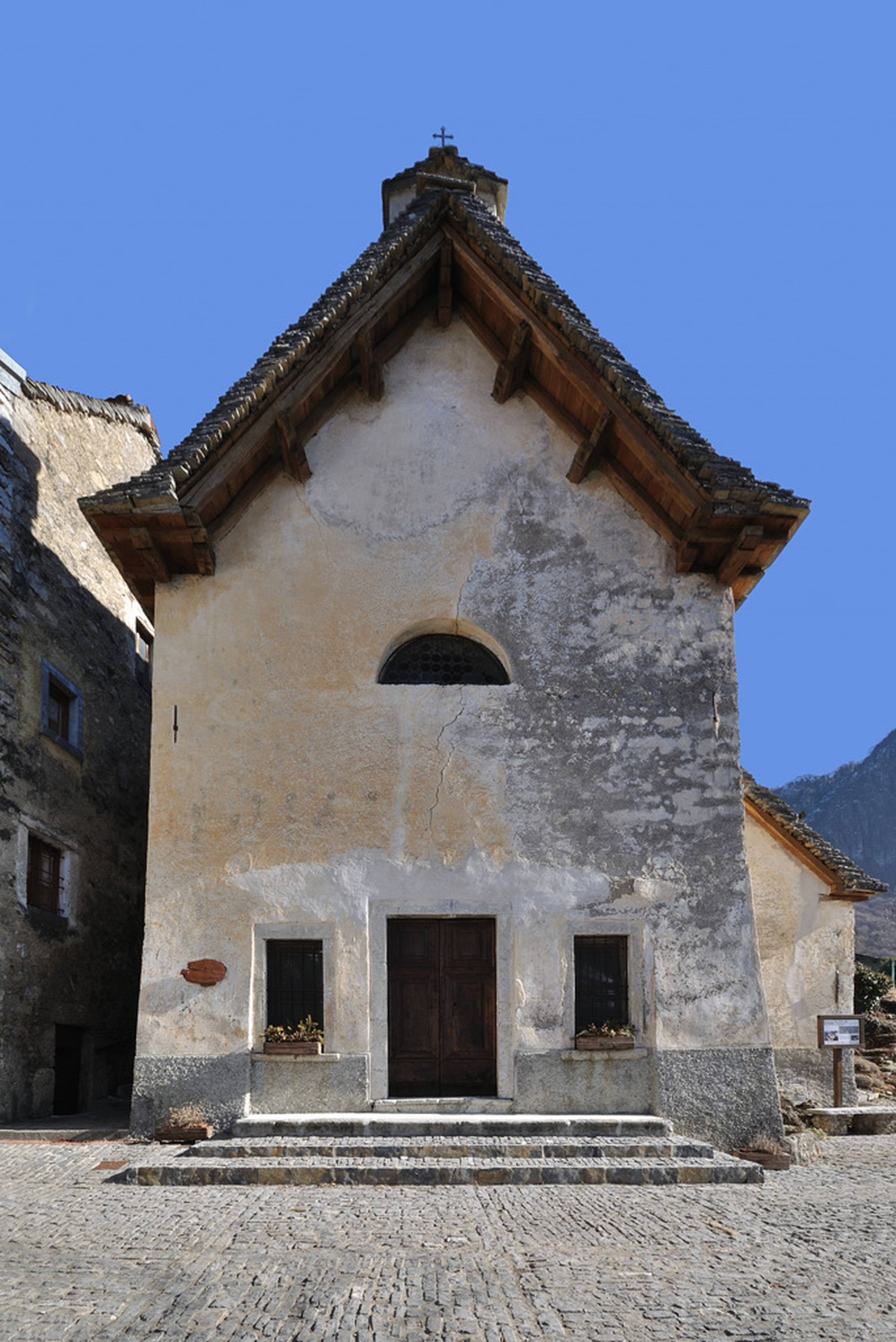
Oratorio di San Rocco

L'edificio, venne completato e benedetto il 16 agosto 1590, festa di San Rocco. Nel corso del XVII secolo, furono realizzati l'altare maggiore in muratura intonacata e marmorizzata, la pala d'altare di pregevole fattura raffigurante la Madonna col Bambino tra san Giovanni Battista, Antonio Abate, san Giuseppe e san Rocco, una coppia di angioletti in stucco modellato posti sulla sommità dell'ancona, due bancali da presbiterio in noce intagliato posti ai lati della mensa ed un'acquasantiera in marmo.
Nel 1744, per mano del Curato Biava fu costruita la sagrestia sul lato destro dell'edificio, la cui copertura a una falda fu realizzata con piöde e al cui interno è presente un mobile in abete intagliato. Nel 1934, grazie al contributo del parroco Don Nicola Ghilardi, l'oratorio venne completamente restaurato e pochi anni più tardi venne aggiunta la balaustrata marmorea fornita dalla Ditta Oberti di Lenna nel 1939. Nel 2005, il tetto dell'edificio fu ricostruito utilizzando lastre di ardesia, seguendo la tradizione del luogo, e nel 2007 la piazzetta antistante la chiesa venne pavimentata.

#### Oratorio di San Lucio

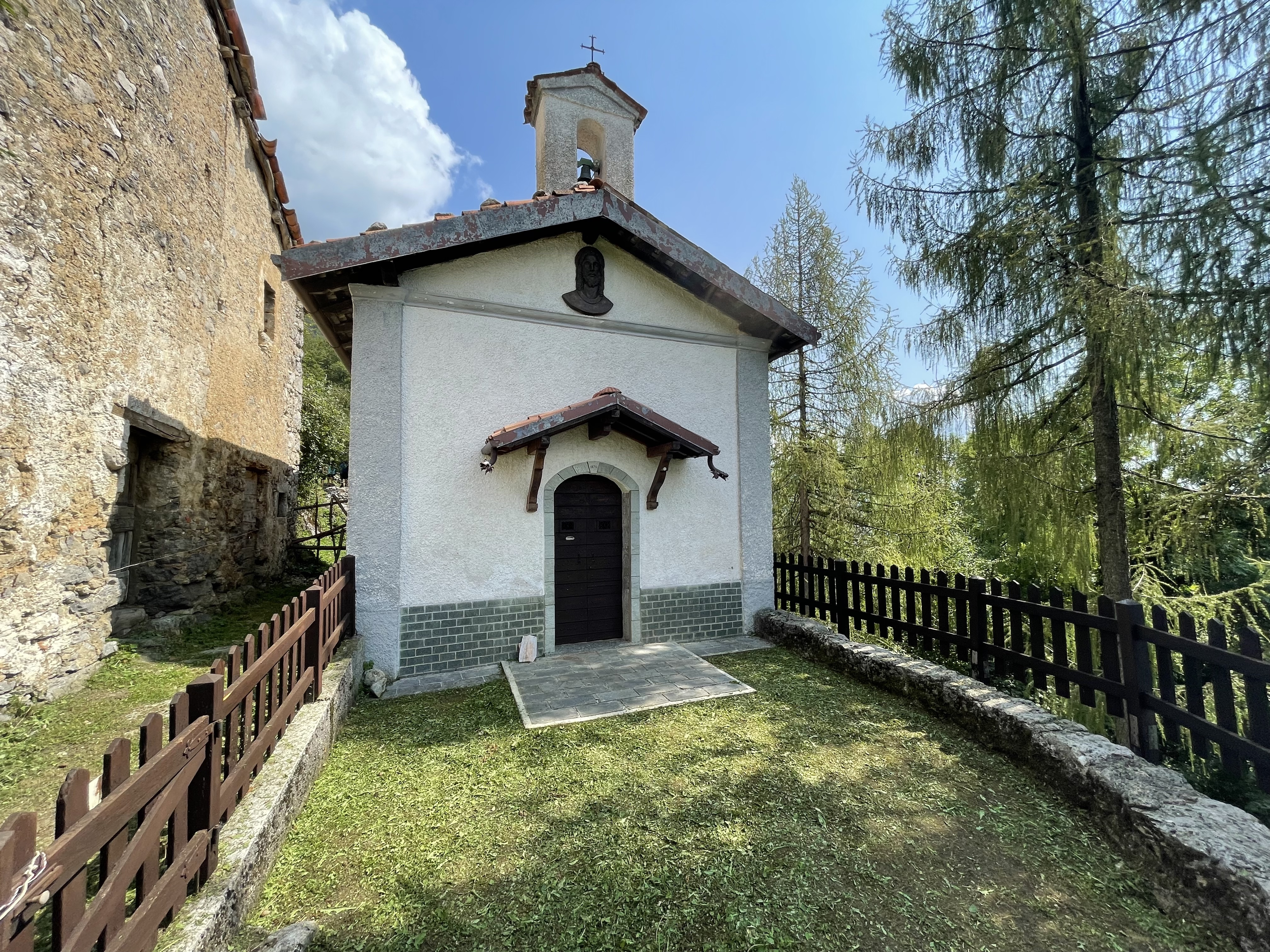
Oratorio di San Lucio

L'oratorio, costruito nel 1870 per volere dei mandriani che durante l'estate trascorrevano lunghi periodi con le mandrie sul Monte Cancervo, venne benedetto 18 agosto dello stesso anno dal Parroco Don Luigi Mauri.
Nel 1897 la chiesa venne visitata dal vescovo di Bergamo Mons. Camillo Guindani durante il pellegrinaggio pastorale pastorale iniziato nel 1881. Come testimoniato dalla piccola lapide sulla parete sinistra, il vescovo concesse 40 giorni di indulgenza a chiunque visitasse l'oratorio.
Il 18 agosto 1935 in occasione dei 65 anni dalla consacrazione, la chiesa venne visitata nuovamente dal vescovo di Bergamo Mons. Adriano Bernareggi.
Nella notte tra il 3 e il 4 dicembre 1943 i soldati nazifascisti bruciarono la chiesa e tutta la borgata durante un rastrellamento che coinvolse i partigiani Marcel Jabin, Evaristo Galizzi e il genovese Giorgio Issel.
Numerosi preziosi arredi sacri furono irreparabilmente persi nell'incendio del 27 giugno 1944 che coinvolse la canonica di Pizzino. In via precauzionale, infatti, furono trasportati a Valle dalla popolazione locale che li affidò al parroco Mons. Valentino Ongaro, appena insediatosi nei primi mesi del 1944.
Nel dopoguerra, l'edificio venne nuovamente riaperto al culto. 

### Architetture civili

#### Il castello dei Bellaviti
Sulla vicina località Corna, situata sullo sperone roccioso che domina tutta la vallata, fino alla seconda metà del XVIII secolo era presente l'antico Castello dei Bellaviti. Come testimoniato da antiche carte, oggi conservate presso l'archivio di stato di Milano, il maniero fonda le sue origini fin dal 1300. Oggi è in parte ancora presente nella suggestiva casa torre, seppur di ridotte dimensioni. Dalla sommità della Corna è possibile ammirare il panorama su tutta la Valle.

#### Il Rifugio Angelo Gherardi

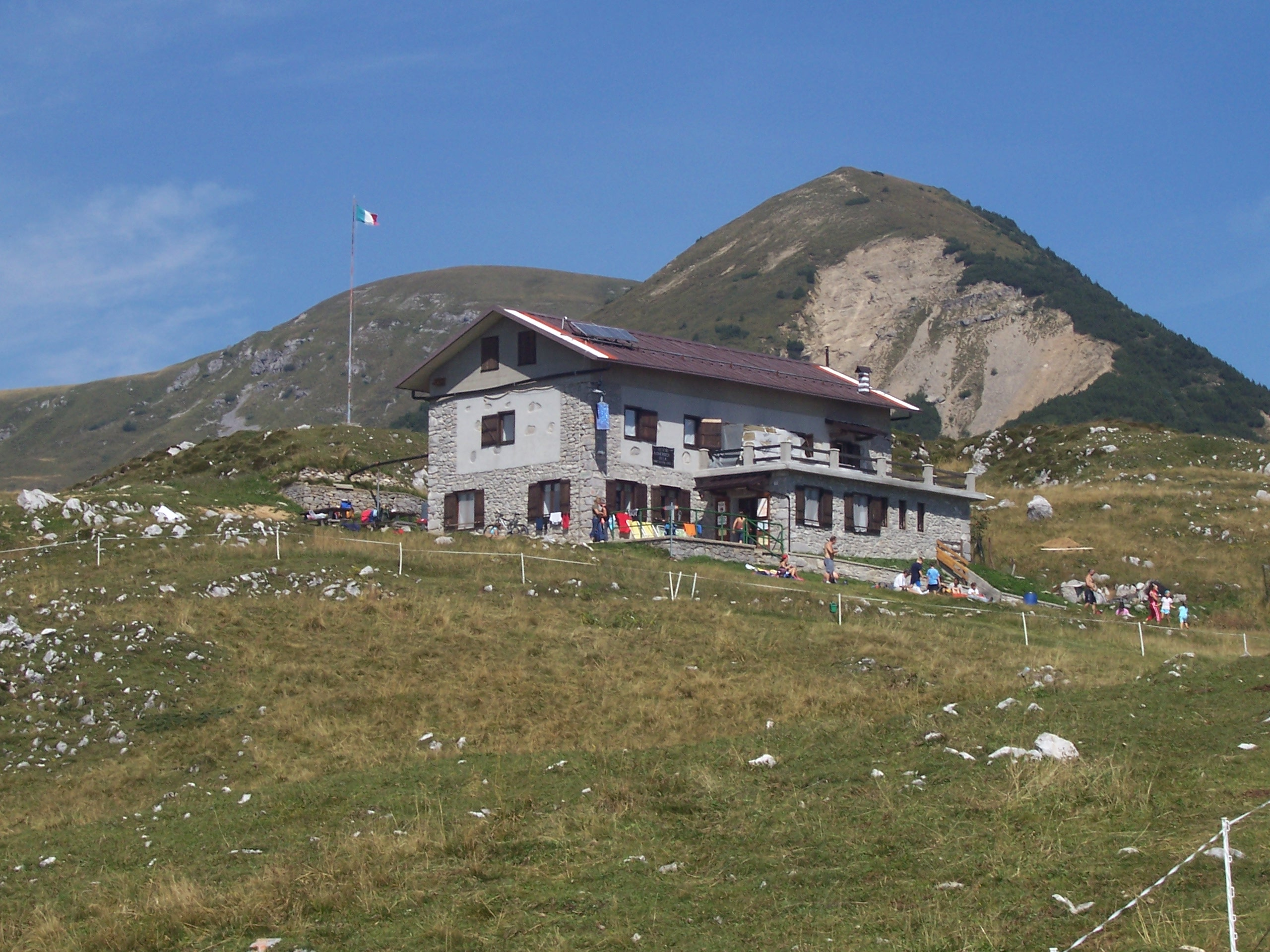
Rifugio Gherardi

Poco lontano dall'abitato, attraverso una strada sterrata è possibile raggiungere il Rifugio Angelo Gherardi, situato sui Piani d'Alben a 1650 m s.l.m. L'edificio è di proprietà della sezione di Bergamo del CAI, ma la gestione è affidata ad un gruppo di volontari dell'Operazione Mato Grosso ed il ricavato è interamente devoluto per il sostentamento dell'attività dell'ospedale di Chacas in Perù, ha una capienza di circa 80 posti letto e altrettanti posti a sedere in sala da pranzo. È aperto in modo continuativo da inizio giugno a metà settembre, mentre per il resto dell'anno rimane aperto solo nei giorni festivi e prefestivi, rimane chiuso tutto il mese di febbraio.
Il rifugio è facilmente accessibile dalla località Quindicina e pertanto è raccomandabile a chi inizia a muovere i primi passi in montagna. L'ambiente è assolutamente dolce e privo di pericoli, ed offre un vastissimo panorama su tutta la valle e la pianura lombarda.

## Economia
L'economia di Pizzino, è strettamente legata all'allevamento di bovini per la produzione di latte e carne. Questa attività agropecuaria è stata una componente fondamentale della vita economica e culturale della comunità locale per molti decenni. Dal 1700 fino alla seconda metà del 900' era presente il fenomeno dei bergamini, abitanti della pianura milanese e lodigiana che d'estate migravano negli alpeggi di Pizzino con il bestiame. A causa delle difficili condizioni economiche, dello spopolamento e dell'avvento tecnologico con la modernizzazione delle tecniche di allevamento, questo fenomeno scomparì lentamente ed inesorabilmente nel secondo dopoguerra. 

## Infrastrutture e trasporti
Pizzino è collegato alla strada Provinciale 25 San Giovanni Bianco-Val Bordesigli tramite una strada comunale carrozzabile.
Appena fuori dall'abitato si dipana una fitta rete di strade agrosilvopastorali realizzate negli ultimi anni per facilitare il lavoro degli allevatori. 

## Media

### Film
Nel 2016 a Pizzino venne girato il film "Ombra e il Poeta" diretto da Gianni Caminiti ed ambientato interamente in valle. La location principale è la "Corna di Pizzino"

### Libri
A Pizzino è ambientato il libro di Massimiliano Bersani, Il lento cammino della vita, un romanzo che narra le vicende di un primario che lavora nell'ospedale di San Giovanni Bianco. A fare cornice a tutto ciò è la natura della Val Taleggio e della Val Brembana.